# Congregazione di Solesmes

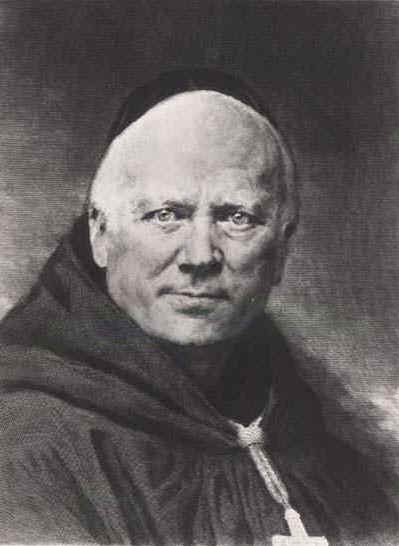
Dom Prosper Guéranger (1805-1875)

La Congregazione di Solesmes (in latino Congregatio Solesmensis) dell'Ordine di San Benedetto (in origine Congregazione di Francia) venne eretta da papa Gregorio XVI nel 1837, recuperando la tradizione delle antiche congregazioni benedettine francesi (di Cluny, di San Mauro, dei Santi Vitone e Idulfo) soppresse dopo la Rivoluzione (1790).

## Storia
Fondato nel 1010 da Goffredo di Sablé, ricostruito nel XV secolo dopo le devastazioni operate dagli inglesi durante la Guerra dei Cent'Anni, l'abbazia di Saint-Pierre a Solesmes venne secolarizzata nel 1790 con la Rivoluzione francese e venduto a dei privati.
Nel 1833 venne acquistato dal sacerdote Prosper Guéranger (1805-1875), che l'11 luglio dello stesso anno vi si stabilì con tre compagni, ripristinando la comunità benedettina e venendone eletto abate.
Recatosi a Roma, il 1º settembre 1837 dom Guéranger ottenne da papa Gregorio XVI un breve con il quale Solesmes veniva eretta ad abbazia madre della Congregazione di Francia dell'Ordine di San Benedetto, venendone nominato superiore generale.
Solesmes divenne centro del movimento religioso di restaurazione liturgica e del canto gregoriano.
Avendo aperto case anche fuori dal territorio nazionale (Spagna, Lussemburgo, Paesi Bassi) ed avendo le congregazioni Olivetana e Sublacense aperto case in Francia, agli inizi del XX secolo la congregazione rinunciò a chiamarsi di Francia e prese il nome dell'abbazia madre di Solesmes.

## Le case della Congregazione
I monasteri membri e l'anno in cui hanno aderito alla Congregazione di Francia, poi di Solesmes:
- Abbazia di Solesmes, 1833
- Abbazia di Ligugé, 1853
- Abbazia di Ganagobie, 1856
- Abbazia di Santo Domingo de Silos, Spagna, 1880
- Abbazia di Wisques, 1889
- Abbazia di St. Marie, Parigi, 1893
- Abbazia di Fontenelle, 1894
- Abbazia di Clervaux, Lussemburgo, 1890
- Abbazia di Sainte-Anne-de-Kergonan, Plouharnel, 1897
- Abbazia di Saint Benoît du Lac, Québec, 1912
- Abbazia di Quarr, Inghilterra, 1922
- Priorato di Montserrat, Madrid, 1939
- Priorato di Schœlcher, Martinica, 1947
- Abbazia di Fontgombault, 1948
- Abbazia di Vaals, Paesi Bassi, 1951
- Abbazia di Leyre, Yesa, Spagna, 1954
- Abbazia di Valle de los Caídos, San Lorenzo de El Escorial, Spagna, 1958
- Abbazia di Keur-Moussa, Senegal, 1961
- Abbazia di Randol, Aydat, 1971
- Abbazia di Triors, 1984
- Priorato di Gaussan, 1994
- Priorato di Palendriai, Lituania, 1998
- Priorato di Clear Creek, Stati Uniti d'America, 1999